# Finala Cupei României 2024
Finala Cupei României 2024 a fost meciul final al Cupei României 2023-2024, cel de-al 86-lea sezon al turneului național de fotbal din România organizat de FRF. S-a disputat pe 15 mai 2024 pe Stadionul Municipal din Sibiu, între cluburile Corvinul Hunedoara și Oțelul Galați.
Corvinul Hunedoara a câștigat trofeul după ce s-a impus cu 3-2 după executarea loviturilor de departajare. La finalul celor 120 de minute, scorul a fost 2-2. Odată cu această performanță, Corvinul a devenit a cincea echipă din istoria Cupei României ce câștigă trofeul din postură de divizionară secundă. Ultima oară când o echipă de Liga a II-a a mai câștigat trofeul s-a întâmplat în 1975, când Rapid București a învins-o în finală pe Universitatea Craiova cu scorul de 2-1. De asemenea, Corvinul s-a calificat în primul tur preliminar al UEFA Europa League 2024-2025 ca urmare a acestui rezultat.

## Echipe
| Echipa   | Apariții finale anterioare (îngroșat indică câștigătorii) |
| -------- | --------------------------------------------------------- |
| Corvinul | 0                                                         |
| Oțelul   | 1 (2004)                                                  |

## Context
Pentru Corvinul Hunedoara, aceasta a fost prima sa participare într-o finală a Cupei României. De asemenea, Corvinul a fost a 15-a echipă care a evoluat în finală din postură de echipă de Liga a II-a, și prima din 2018 încoace. În Liga a II-a 2023-2024, Corvinul a terminat sezonul pe locul al doilea, însă nu a avut drept de promovare în SuperLigă din cauză ca a fost un club de drept public.
Oțelul Galați a jucat în a doua sa finală de Cupa României. În finala din 2004, a pierdut cu 0-2 în fața echipei Dinamo București.

## Drumul spre finală
Pentru mai multe detalii despre acest subiect, vedeți Cupa României 2023-2024.
Notă: În toate rezultatele de mai jos, scorul finalistului este dat mai întâi (A: acasă; D: deplasare).
| Loc | Echipă           | Pct. | MJ |
| --- | ---------------- | ---- | -- |
| 1.  | Corvinul         | 9    | 3  |
| 2.  | Hermannstadt     | 7    | 3  |
| 3.  | Petrolul         | 7    | 3  |
| 4.  | Sepsi            | 2    | 3  |
| 5.  | Chindia          | 0    | 3  |
| 6.  | Progresul Pecica | 0    | 3  |

| Loc | Echipă       | Pct. | MJ |
| --- | ------------ | ---- | -- |
| 1.  | FCU Craiova  | 7    | 3  |
| 2.  | Oțelul       | 5    | 3  |
| 3.  | FCSB         | 4    | 3  |
| 4.  | Dinamo       | 3    | 3  |
| 5.  | SCM Zalău⁠(d) | 3    | 3  |
| 6.  | FC Bihor     | 1    | 3  |

## Meciul
Meciul s-a disputat pe 15 mai 2024 pe Stadionul Municipal din Sibiu.
| Corvinul                                             | 2 – 2 (d.p.) | Oțelul                                        |
| ---------------------------------------------------- | ------------ | --------------------------------------------- |
| Coman 38' Manolache 74'                              | Detalii      | 26', 17' (pen) Rušević                        |
| Coman · Manolache · Bradu · Pîrvulescu · Hergheligiu | 3 – 2        | Cisotti* · Gaitán · Lameira · Ghiocel · Silva |

| Corvinul Hunedoara | Oțelul Galați |

| P            | 12 | Ștefan Lefter        |      |       |
| F            | 98 | Mihai Velisar        |      |       |
| F            | 30 | Antoniu Manolache    |      |       |
| F            | 6  | Viorel Lică          | 25'  | 90+2' |
| F            | 13 | Flavius Iacob        |      |       |
| M            | 97 | Denis Hrezdac        |      | 119'  |
| M            | 8  | Antonio Bradu        |      |       |
| M            | 19 | Nicolae Pîrvulescu   |      |       |
| M            | 10 | Alexandru Neacșa (c) | 34'  | 88'   |
| M            | 7  | Marius Lupu          |      |       |
| A            | 9  | Marius Coman         |      |       |
| Rezerve:     |    |                      |      |       |
| P            | 1  | Cristian Blaga       |      |       |
| F            | 3  | Ionuț Pop            | 108' | 88'   |
| F            | 5  | Adrian Nicolae       |      |       |
| A            | 11 | Sebastian Ion        |      |       |
| A            | 14 | Andrei Hergheligiu   |      | 119'  |
| M            | 15 | Alexandru Predică    |      |       |
| M            | 18 | Timotei Mitran       |      |       |
| A            | 27 | Lucas Câmpan         |      |       |
| M            | 33 | Marius Chindriș      |      | 90+2' |
| Antrenor:    |    |                      |      |       |
| Florin Maxim |    |                      |      |       |

| P                | 94 | Eduard Pap        |       |      |
| F                | 28 | Miguel Silva      | 72'   |      |
| F                | 6  | Jonathan Cissé    | 90+9' |      |
| F                | 15 | François Yabré    |       | 120' |
| F                | 2  | Milen Jelev       |       |      |
| M                | 66 | João Lameira      |       |      |
| M                | 31 | Diego Živulić     |       |      |
| M                | 30 | Juri Cisotti (c)  | 34'   |      |
| A                | 9  | Anes Rušević      |       | 75'  |
| A                | 20 | Ștefan Bodișteanu |       | 66'  |
| A                | 67 | Frédéric Maciel   |       | 75'  |
| Rezerve:         |    |                   |       |      |
| P                | 12 | Relu Stoian       |       |      |
| M                | 8  | Ionuț Neagu       |       |      |
| F                | 14 | Andrei Rus        |       |      |
| F                | 16 | Costin Ghiocel    |       | 120' |
| M                | 17 | Răzvan Tănasă     |       | 66'  |
| M                | 19 | Aly Mallé         |       | 75'  |
| F                | 22 | Dan Panait        |       |      |
| M                | 23 | Vasile Jardan     |       |      |
| A                | 27 | Pablo Gaitán      |       | 75'  |
| Antrenor:        |    |                   |       |      |
| Dorinel Munteanu |    |                   |       |      |

Omul meciului:
Ștefan Lefter
Arbitrii asistenți:
Vladimir Urzică (Piatra Neamț)
Imre Laszlo Bucși (Sfântu Gheorghe)

Al patrulea oficial:
Florin Andrei (Târgu Mureș)

Arbitru asistent video (VAR):
Rareș George Vidican (Satu Mare)

Asistent VAR:
Szabolcs Kovacs (Carei)

| Regulile meciului - 90 de minute. - 30 de minute de prelungiri dacă este necesar. - Lovituri de departajare dacă scorul este încă la egalitate. - Nouă înlocuitori numiți. - Maximum de 5 schimbări, cu o a șasea permisă în prelungiri. |

## Vezi și
- Supercupa României 2024

## Legături externe
- Site web oficial